# 科克郡
科克郡（英語：County Cork；愛爾蘭語：Contae Chorcaí），俗稱The Rebel County，是愛爾蘭的一個郡，位於愛爾蘭島最南部。歷史上屬芒斯特省。
面積7,457 km²，全國排名第一，2011年人口519,032人（包括首府科克，不包括科克的人口為399,802人）。

## 外部連結
- Cork County Council （页面存档备份，存于）
- Guide to County Cork for Tourism & Business （页面存档备份，存于）
- County Cork Travel guide
- People's Republic of Cork （页面存档备份，存于）
- Cork's War of Independence （页面存档备份，存于）
- Gaelscoil stats
- Irish Census 2006 （页面存档备份，存于）
- Gaeltacht Comprehensive Language Study 2007